# Мондольфо
Мондольфо (итал. Mondolfo) — коммуна в Италии, располагается в регионе Марке, в провинции Пезаро-э-Урбино.
Население составляет 11 879 человек (2008 г.), плотность населения составляет 524 чел./км². Занимает площадь 23 км². Почтовый индекс — 61037. Телефонный код — 0721.
Покровительницей коммуны почитается святая Иустина, празднование 26 сентября.

## Демография
Динамика населения:

## Администрация коммуны
- Официальный сайт: http://www.comune.mondolfo.pu.it/